# 马纳拉钟楼

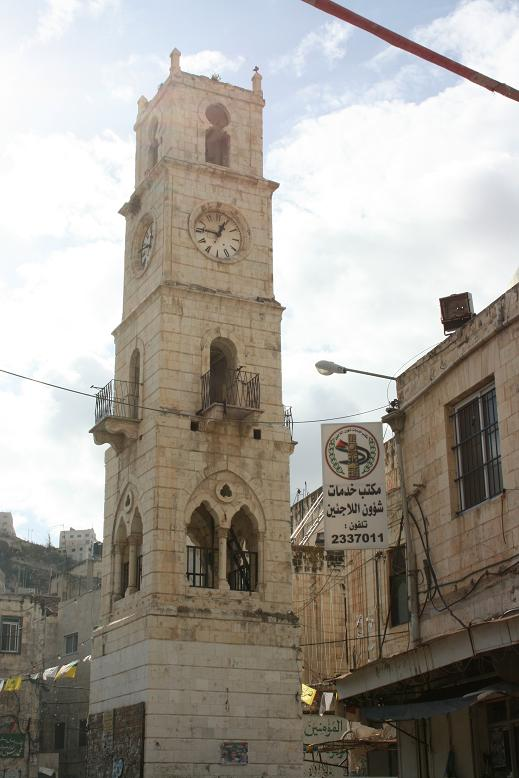
马纳拉钟楼

马纳拉钟楼（Manara Clock Tower）是一个钟楼，位于巴勒斯坦纳布卢斯老城中央广场的中心，毗邻安纳斯尔清真寺 。
马纳拉钟楼高五层，奥斯曼帝国苏丹阿卜杜勒-哈米德二世 于1906年下令修建，以庆祝他在位30年。这座钟楼与苏丹阿卜杜勒-哈米德二世在的黎波里和海法所建的钟楼很相似。马纳拉钟楼也有歌颂苏丹的伊斯兰书法。
马纳拉钟楼目前是纳布卢斯市的象征，巴勒斯坦组织哈马斯在该市赢得地方选举。